# Gifting

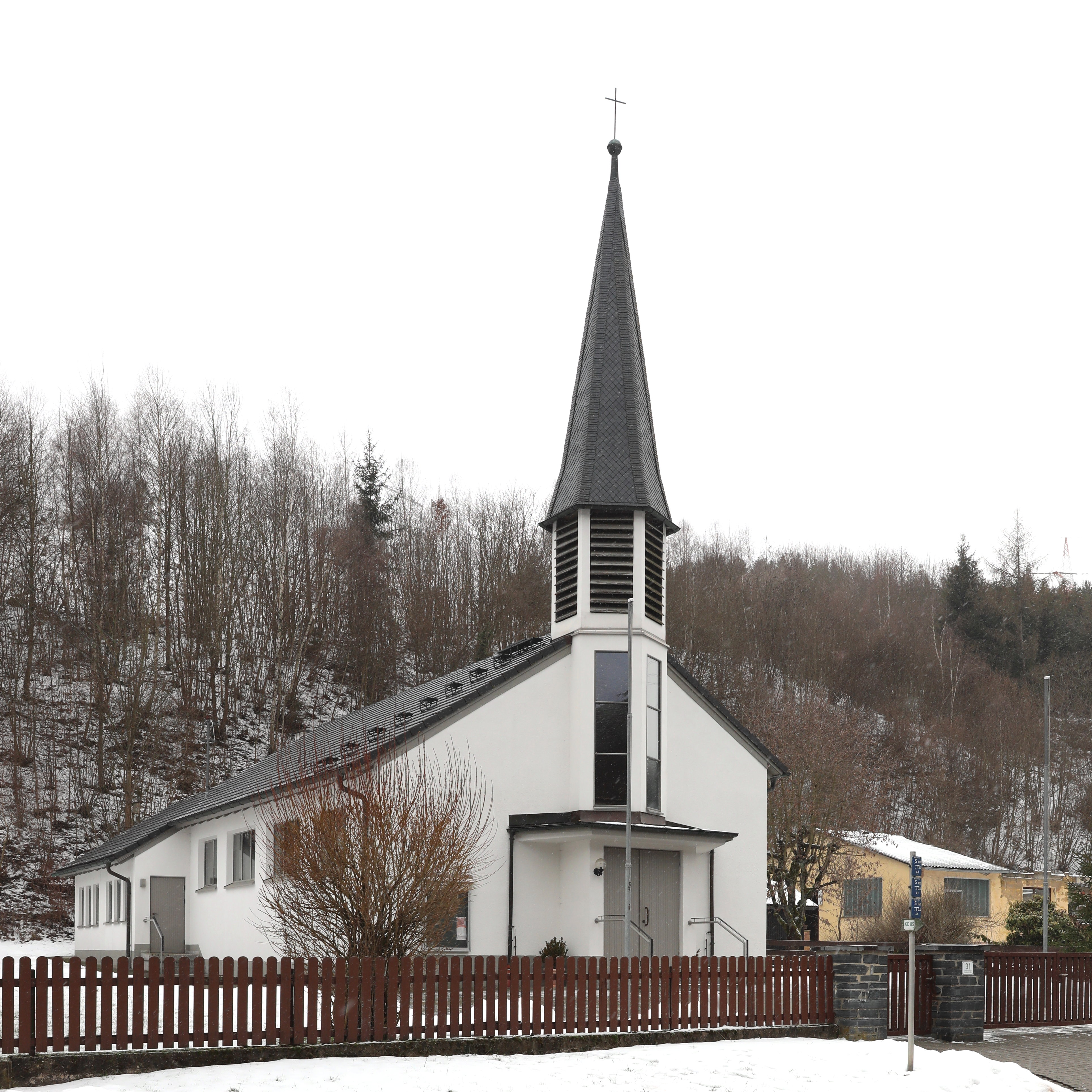
St. Josef

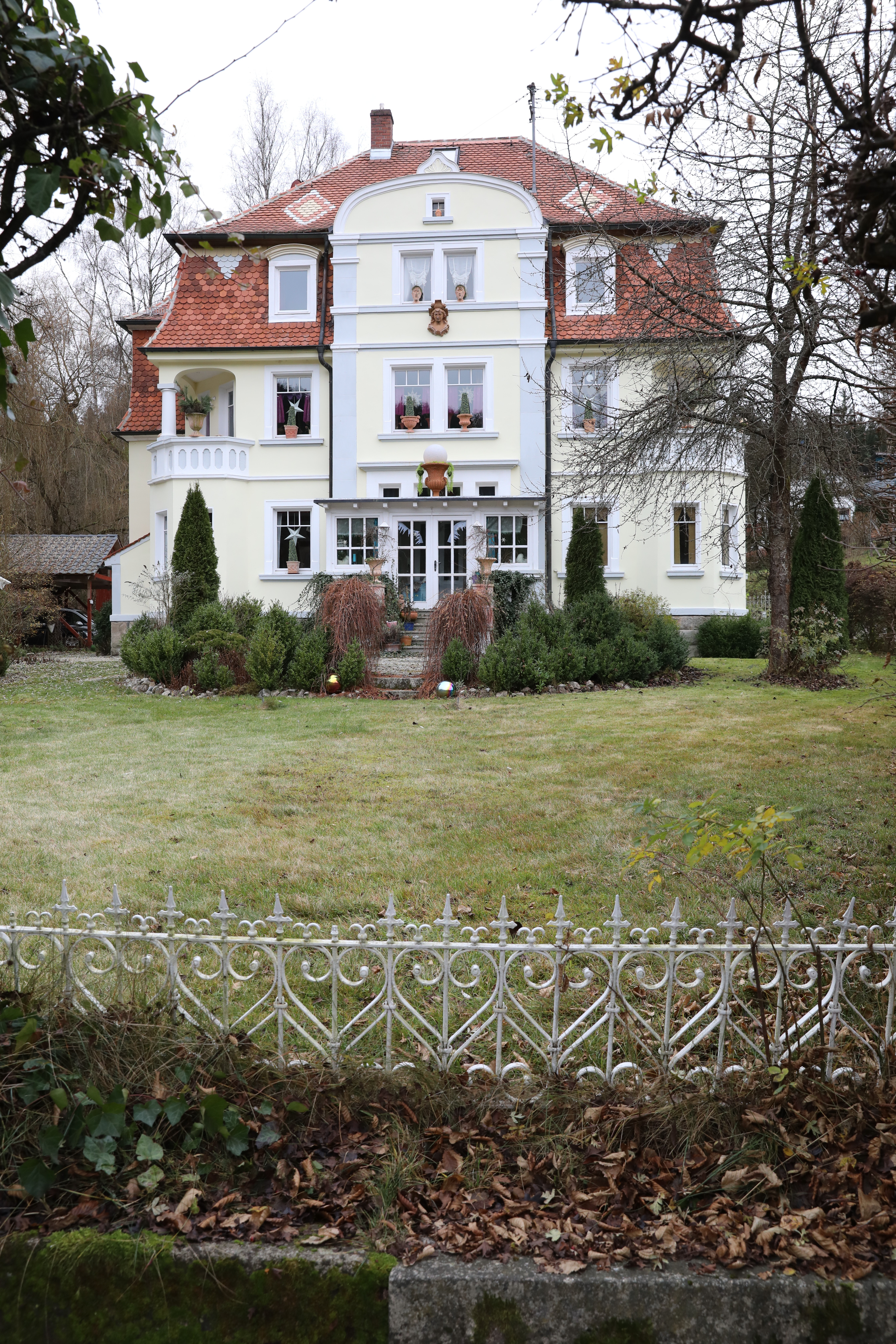
Ehemaliges Kurhaus

Gifting ist ein Gemeindeteil der oberfränkischen Gemeinde Wilhelmsthal im Landkreis Kronach in Bayern.

## Geographie
Das Kirchdorf befindet sich im Frankenwald im schmalen Tal der Teuschnitz, einem Wildbach. Die stark lineare Struktur besteht aus einer Straße und einem Bach. Am südlichen Ortsrand von Gifting mündet die Teuschnitz in die Kremnitz. Als Besonderheit und ortstypisches, historisches Erschließungselement hat Gifting noch eine Furt. Diese ist unmittelbar nach der Ortseinfahrt von Steinberg/Wilhelmsthal neben einem Fußgängersteg vorhanden und noch benutzbar. Früher war die Talzone mit größeren Wiesenflächen und Überschwemmungsbereichen zwischen der Ortsstraße und der Teuschnitz noch nicht bebaut.
Die Kreisstraße KC 3 führt nach Posseck, das 1,2 km nordwestlich liegt, bzw. an der Felsmühle vorbei zur Staatsstraße 2200 bei Fehnenschneidmühle, 3 km südlich. Die Ortsdurchfahrt wird von einer fast noch durchgängig bestehenden Lindenallee begleitet. Eine Gemeindeverbindungsstraße führt entlang der Kremnitz nach Geschwend, das 1,5 km nordöstlich liegt.

## Geschichte
Gifting wurde wohl im 12. Jahrhundert während der Erschließung des Nortwalds durch das Kloster Langheim als Straßen- und Bachdorf angelegt. Bis 1388 war der Ort im Besitz der Abtei. Danach wurde er Eigentum des Hochstifts Bamberg.
Gegen Ende des 18. Jahrhunderts bildete Gifting mit Fels-, Kugel- und Sattelmühle eine Realgemeinde bestehend aus 19 Anwesen (1 Ganzhof, 10 Güter, 4 Sölden, 1 Mahlmühle, 3 Schneidmühlen). Das Hochgericht übte das bambergische Centamt Kronach aus. Die Dorf- und Gemeindeherrschaft hatte das Vogteiamt Kronach inne, die Grundherrschaft über alle Anwesen das Kastenamt Kronach. Neben den Anwesen gab es noch ein Gemeindehirtenhaus.
Infolge der Säkularisation kam der Ort 1803 zu Bayern. Mit dem Gemeindeedikt wurde Gifting dem 1808 gebildeten Steuerdistrikt Posseck zugewiesen. Mit dem Zweiten Gemeindeedikt (1818) wurde die Ruralgemeinde Gifting gebildet, zu der Felsmühle, Kugelmühle und Sattelmühle  gehörten. Sie unterstand in Verwaltung und Gerichtsbarkeit dem Landgericht Teuschnitz und in der Finanzverwaltung dem Rentamt Rothenkirchen. 1837 wurde Gifting dem Landgericht Kronach und dem Rentamt Kronach (1919 in Finanzamt Kronach umbenannt) zugeordnet. Ab 1862 gehörte Gifting zum Bezirksamt Kronach (ab 1939 Landkreis Kronach). Die Gerichtsbarkeit blieb beim Landgericht Kronach (1879 in das Amtsgericht Kronach umgewandelt). Die Gemeinde hatte ursprünglich eine Fläche von 4,617 km², die sich auf 3,915 km² verringerte.
Gifting war nicht landwirtschaftlich, sondern eher forstwirtschaftlich und durch das Mühlenwesen geprägt. Anfang des 20. Jahrhunderts war es ein Luftkurort. Am Ortsrand entstand ein Kurhaus mit Wohnungen für die Kurgäste. Das Gebäude wird heute als Wohn- und Geschäftshaus genutzt. Einen weit über den Ortsteil selbst hinausgreifenden Einzugsbereich hat der 1957 gegründete  Sportverein Gifting, der eine große Sportanlage besitzt.
Am 1. Januar 1977 wurde die Gemeinde Gifting im Zuge der Gebietsreform in Bayern nach Steinberg eingemeindet, die ihrerseits am 1. Mai 1978 nach Wilhelmsthal eingegliedert wurde. Die Gemeinde Wilhelmsthal unterhält den Friedhof.
Im Jahr 2020 wurde ein rund drei Kilometer langer Geh- und Radweg für rund 1,74 Millionen Euro zwischen Gifting und der Staatsstraße zwischen Wilhelmsthal und Steinberg entlang der Kremnitz errichtet.

### Baudenkmäler
- Am Mittelberg 1: Wohnstallhaus
- Lindenstraße 1: Kreuzigungsgruppe
- fünf Bildstöcke

Das folgende Haus mit seiner früheren Hausnummer stand in den 1960er Jahren unter Denkmalschutz. Es wird in der Denkmalschutzliste nicht mehr geführt, da es entweder abgerissen oder stark verändert wurde.
- Haus Nr. 40: Zweigeschossiger Walmdachbau des zweiten Viertels des 19. Jahrhunderts, Erdgeschoss aus Sandsteinquadern mit genuteten Ecklisenen, Obergeschoss verschiefert mit dekorativer Bemalung.[11]

### Einwohnerentwicklung
Gemeinde Gifting
| Jahr | Einwohner | Häuser | Quelle |
| ---- | --------- | ------ | ------ |
| 1840 | 154       |        | [ 13 ] |
| 1852 | 173       |        | [ 13 ] |
| 1855 | 175       |        | [ 13 ] |
| 1861 | 155       |        | [ 14 ] |
| 1867 | 165       |        | [ 15 ] |
| 1871 | 167       | 24     | [ 16 ] |
| 1875 | 152       |        | [ 17 ] |
| 1880 | 153       |        | [ 18 ] |
| 1885 | 154       | 26     | [ 7 ]  |
| 1890 | 137       | 28     | [ 19 ] |
| 1895 | 134       |        | [ 13 ] |
| 1900 | 152       | 28     | [ 20 ] |

| Jahr | Einwohner | Häuser | Quelle |
| ---- | --------- | ------ | ------ |
| 1905 | 165       |        | [ 13 ] |
| 1910 | 176       |        | [ 21 ] |
| 1919 | 165       |        | [ 13 ] |
| 1925 | 173       | 31     | [ 22 ] |
| 1933 | 168       |        | [ 13 ] |
| 1939 | 210       |        | [ 13 ] |
| 1946 | 261       |        | [ 13 ] |
| 1950 | 259       | 34     | [ 23 ] |
| 1952 | 250       |        | [ 13 ] |
| 1961 | 260       | 42     | [ 8 ]  |
| 1970 | 262       |        | [ 24 ] |

Kirchdorf Gifting
| Jahr      | 001818 | 001861 | 001871 | 001885 | 001900 | 001925 | 001950 | 001961 | 001970 | 001987 | 002015 |
| Einwohner | 123    | 141    | 156 *  | 137    | 141    | 158    | 248    | 239    | 255    | 244    | 207    |
| Häuser    | 16     |        |        | 23     | 25     | 28     | 31     | 39     |        | 64     |        |
| Quelle    | [ 6 ]  | [ 14 ] | [ 16 ] | [ 7 ]  | [ 20 ] | [ 22 ] | [ 23 ] | [ 8 ]  | [ 24 ] | [ 25 ] | [ 1 ]  |

Zwischen 2005 und 2015 hatte das Dorf einen Bevölkerungsverlust von 21 Personen. Dies entspricht einem Rückgang von ca. 9,2 %.

## Religion
Der Ort war bis zur ersten Hälfte des 20. Jahrhunderts rein katholisch und nach St. Johannes der Evangelist im Nachbarort Posseck gepfarrt. Ab Herbst 1963 wurde die zur Pfarrei Posseck gehörende Filialkirche St. Josef errichtet. Die Weihe folgte am 30. Mai 1965 durch den Bamberger Domkapitular Martin Wiesend. Eine Außenrenovierung ließ die Gemeinde 2006 und eine Innenrenovierung 2014 durchführen. Die Innenausstattung mit dem Kreuzweg aus dem Jahr 1977, dem großen Altarbild aus dem Jahr 1979 und dem Altarraumfenster aus dem Jahr 1982 wurde von Horst Böhm gestaltet.